# Сен-Пе-де-Бигор (кантон)
Сен-Пе-де-Биго́р (фр. Saint-Pé-de-Bigorre, окс. Sent Pèr) — кантон во Франции, находится в регионе Юг — Пиренеи, департамент Верхние Пиренеи. Входит в состав округа Аржелес-Газост.
Код INSEE кантона — 6520. Всего в кантон Сен-Пе-де-Бигор входят 4 коммуны, из них главной коммуной является Сен-Пе-де-Бигор.

## Население
Население кантона на 2012 год составляло 2216 человек.
| 1962 | 1968 | 1975 | 1982 | 1990 | 1999 | 2006 | 2012 |
| ---- | ---- | ---- | ---- | ---- | ---- | ---- | ---- |
| —    | 2202 | 2238 | 2199 | 2144 | 2092 | 2143 | 2216 |

## Коммуны кантона
| Коммуна         | Население, чел. (2012) | Почтовый индекс | Код INSEE |
| --------------- | ---------------------- | --------------- | --------- |
| Барлест         | 286                    | 65100           | 65065     |
| Лубажак         | 411                    | 65100           | 65280     |
| Перуз           | 283                    | 65270           | 65360     |
| Сен-Пе-де-Бигор | 1236                   | 65270           | 65395     |